# Рябцев, Григорий Васильевич
Григорий Васильевич Рябцев (1929—2004) — бригадир горнорабочих очистного забоя шахты № 19—20 треста «Гуковуголь» комбината «Ростовуголь» Министерства угольной промышленности СССР, Ростовская область. Герой Социалистического Труда (1966). Полный кавалер знака «Шахтерская слава».

## Биография
Родился Григорий Васильевич в 1929 году на территории Воронежской области. Григорий Рябцев в 1944 году окончил фабрично-заводскую школу и в пятнадцать лет пошёл работать на шахту № 19—20 треста «Гуковуголь» навалоотбойщиком.
Указом Президиума Верховного Совета СССР от 29 июня 1966 года Григорий Васильевич Рябцев был удостоен звания Героя Социалистического Труда с вручением ордена Ленина и золотой медали «Серп и Молот» за выдающиеся успехи в труде при выполнении заданий семилетнего плана по развитию угольной промышленности и проявленную трудовую доблесть.
Григорий Васильевич Рябцев — был депутатом Ростовского областного Совета народных депутатов, награждён орденом Ленина, медалью «За трудовое отличие», медалью «Серп и Молот», а также другими медалями, знаком «Шахтёрская слава» трёх степеней.
Умер 30 декабря 2004 года.

## Награды
- Герой Социалистического Труда (1966);
- Орден Ленина (1966);
- Медаль «Серп и Молот» (1966);
- Медаль «За трудовое отличие» (1951);
- другие медали;
- Нагрудный знак «Шахтёрская слава» 1-й степени;
- Нагрудный знак «Шахтёрская слава» 2-й степени;
- Нагрудный знак «Шахтёрская слава» 3-й степени.